# Joseph Gonzales
Joseph Gonzales (Béni Saf, 19 de fevereiro de 1907 — Aubagne, 26 de junho de 1984) foi um futebolista e treinador de futebol francês de origens espanholas, nascido na antiga colônia da Argélia. 
Ele competiu na Copa do Mundo FIFA de 1934, sediada na Itália, mas só jogaria sua única partida pelos Bleus dois anos depois.

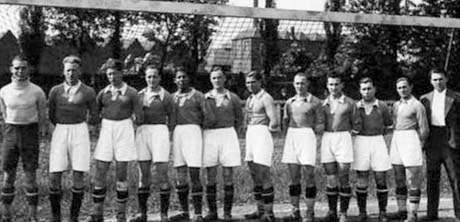
Equipe em 1934